# توماس تشيكون
توماس تشيكون، (ولد في 28 يناير 2001) سبّاح إيطالي اختصّ بسباحة الظهر.
مثّل إيطاليا في الألعاب الأولمبية، وبطولات الاتحاد الدولي للسباحة (FINA)، وبطولات العالم وأوروبا. وفي بودابست، خلال بطولة العالم، فاز بذهبية سباق 100 متر ظهر محطماً الرقم القياسي العالمي بزمن 51.60 ثانية. كما فاز بذهبية سباق التتابع 4 × 100 متر متنوع
وفي دورة الألعاب الأولمبية لعام 2024، فاز بميدالية ذهبية في سباق 100 متر ظهر، وميدالية برونزية في سباق التتابع 4 × 100 متر متنوع.